# Félix Gouin
Félix Gouin (tiếng Pháp: [feliks ɡwɛ̃]; 4 tháng 10 năm 1884 - 25 tháng 10 năm 1977) là một nhà chính trị xã hội người Pháp, là thành viên của Phòng Pháp ngữ của Tổ chức Lao động quốc tế (SFIO).

## Tiểu sử
Félix Gouin sinh ra ở Peypin, Bouches-du-Rhône, con của các giáo viên trường học. Ông học luật tại Aix-en-Provence. Năm 1940, ông là một trong số ít các nghị sĩ không cho phép toàn quyền Marshal Philippe Pétain.
Trong chiến tranh, ông là thành viên của ủy ban trung ương, thành lập Liên đoàn Nhân quyền và đồng sáng lập Mạng lưới Brutus, một nhóm Kháng chiến Xã hội.
Năm 1946, ông sau đó đã kế vị Charles de Gaulle làm người đứng đầu Chính phủ Lâm thời Pháp. Nhiệm kỳ của Gouin được cho là đáng chú ý nhất khi chứng kiến sự ra đời của đạo luật về bồi thường tài chính bắt buộc, Ngoài ra, cả luật 40 giờ và tiền lương làm thêm giờ đã được tái thiết lập, trong khi ủy ban hợp tác được mở rộng cho các công ty với 50 công nhân. Vào tháng 4 năm 1946, Nghị viện Pháp thông qua đạo luật bãi bỏ tình trạng pháp lý thuộc địa của 4 thuộc địa cổ nhất của Pháp là Reunion, Guyane, Martinique và Guadeloupe
Thời gian tại vị của Gouin cũng chứng kiến sự mở rộng đáng kể vai trò của nhà nước trong hoạt động của nền kinh tế Pháp, với điện, khí, than, và chín nhóm bảo hiểm chính được quốc hữu hóa trong thời gian Gouin tại chức.